# Mpumalanga Black Aces Football Club
O Mpumalanga Black Aces Football Club foi um clube sul-africano de futebol, sediado em Witbank, Mpumalanga. Foi fundado em 1937, e disputava a Premier Soccer League.